# Joan Maria Roquet
Joan Maria Roquet-Jalmar i Oms (Blanes, 1882 - Girona, 7 de febrer de 1916) fou un mestre de capella, compositor i organista català.
Va ocupar el càrrec de mestre de capella i organista de la parròquia gironina Santa Susanna del Mercadal a partir de l’any 1906, just després de la seva ordenació sacerdotal.
Va dedicar-se també a la composició i tenia una bona veu de baríton, de tal manera que, segons Francesc Civil, era el solista dels oratoris que escrivia M. Rué per a la catedral.
Pel que fa a la seva trajectòria com a compositor cal mencionar: l’himne a la Senyera, amb lletra de Mn. Joan M. Feixas i la seva sardana Germanor, la qual fou cedida a l’Arxiu Municipal de Girona pel mestre Baró
També va compondre la música de l’himne dedicat a la Mare de Déu del Pilar i és autor també de marianes i d’un bon reguitzell de cançons.
A títol pòstum, el Círcol Catòlic d’Obrers li organitzà un homenatge el dia 11 de febrer de 1917.

## Referència
1. 1 2 3 4  Brugués i Agustí, Lluís. La música a Girona. Història del conservatori Isaac Albéniz, 2008, p. 68, 86.
2. ↑  Civil i Castellví, Francesc. El fet musical a les comarques gironines en el lapse de temps, 1800-1936, p. 43.